# Zuluji
Zuluji (zulujsko amaZulu) so avtohtoni narod Ngunijev v južni Afriki. Zuluji so največja etnična skupina in narod v Južni Afriki, ki živi predvsem v provinci KwaZulu-Natal.
Izvirajo iz skupnosti Nguni, ki so tisočletja sodelovale v migracijah Bantujcev. Ko so se klani povezovali, je vladanje Shake prineslo uspeh narodu Zulujev zaradi njegovih izboljšanih vojaških taktik in organizacije.
Zuluji so ponosni na svoje obrede, kot je Umhlanga ali ples s trstiko, in na različne oblike izdelovanja perlic.
Umetnost in spretnost izdelovanja perlic sodelujeta pri identifikaciji ljudstva Zulu in delujeta kot oblika komunikacije in predanosti narodu ter specifičnim tradicijam. Danes so Zuluji pretežno krščanski, vendar so ustvarili sinkretično religijo, ki je združena s prejšnjimi sistemi verovanja Zulujev.

## Zgodovina ljudstva Zulu

### Izvor
Zuluji so bili prvotno manjši klan na območju današnjega severnega KwaZulu-Natala, ki ga je okoli leta 1574 ustanovil Zulu kaMalandela. V jezikih Nguni pomeni iZulu nebo ali vreme. Takrat je območje zasedalo veliko velikih skupnosti in klanov Nguni (imenovanih tudi ljudstvo ali narod isizwe ali isibongo, kar se nanaša na njihov klan ali družinsko ime). Skupnosti Nguni so se tisočletja selile po vzhodni obali Afrike kot del migracij Bantujcev. Ko se je narod začel razvijati, je vladavina Shake (približno 250 let po ustanovitvi) združila klane, da bi zgradili povezano identiteto za Zuluje.

### Moč naroda Zulu
Rast in moč naroda Zulu sta temeljili na njegovi vojaški organizaciji in veščinah med Shakovo vladavino in vladavino njegovih naslednikov. Vojska je bila organizirana po sistemu ukubuthwa ('biti vpisan'), ki je večinoma odpravil iniciacijske slovesnosti. Vsaka starostna skupina ali skupina mladeničev iste starosti je bila dodeljena istemu polku (ibutho, ednina; amabutho, množina) v skladu s sistemom. Tudi dekleta so bila podvržena ukubuthi, vendar so bila običajno dodeljena starostni skupini in ne polku. Amabuthi so bili nastanjeni v vojaških barakah (ednina, ikhanda; množina, amakhanda), ki so bile po vsem kraljestvu in so bile pod poveljstvom bližnjega sorodnika (ali nekoga drugega, ki ga je imenoval) kralj.
Vojašnice so bile zasnovane in razporejene podobno kot umuzi, vendar v veliko večjem obsegu. Poleg vojaških dolžnosti so bili izinsizwa ('mladi moški') odgovorni tudi za popravilo in vzdrževanje svojih vojašnic.

### Kraljestvo
Zuluji so leta 1816 pod vodstvom Shake ustanovili močno državo. Shaka, kot zulujski poveljnik kraljestva Mthethva in naslednik Dingisvaya, je združil nekdanjo konfederacijo gospostev v impozanten imperij pod zulujsko hegemonijo. Shaka je zgradil militariziran sistem, znan kot Impi, ki je vključeval vojaško obveznost, stalno vojsko, novo orožje, regimentacijo in taktiko obkolitvenega boja. Širitev Zulujev je bila glavni dejavnik Mfecane ('Drobljenja'), ki je izpraznil velika območja južne Afrike. V tem obdobju je Shaka razporedil vojaški polk za ropanje narodov na severu. Polk, ki je bil pod Mzilikazijem, ni ubogal Shake in je skoval načrt za nadaljevanje ropanja proti severu, s čimer je oblikoval še eno narečje zulujskega jezika, imenovano severni Ndebele (danes v Zimbabveju). Druga skupina pod Zwangendabo, ki je bil Shakov sorodnik iz klana Gumbi iz Pongole in vojaški poveljnik, se je leta 1835 odpravila proti severu in prečkala reko Zambezi pri Chirunduju v Zambijo ter ustanovila narod Ngoni, ki se je raztezal v Malavi, Mozambik in južno Tanzanijo.

#### Konflikt z Britanci
Sredi decembra 1878 so odposlanci britanske krone 11 poglavarjem, ki so zastopali takratnega zulujskega kralja Cetshvaja, izročili ultimat. Po britanskih pogojih, izročenih Zulujem, bi moral Cetshvajo razpustiti svojo vojsko in sprejeti britansko suverenost. Cetshvajo je to zavrnil in vojna med zuljskimi in afriškimi kontingenti britanske krone se je začela 12. januarja 1879. Kljub zgodnji zmagi Zulujev v bitki pri Isandlvani 22. januarja so se Britanci borili in zmagali v bitki pri Rorke's Drift, do julija pa so odločno premagali zuljsko vojsko v bitki pri Ulundiju.

#### Vključitev v Natal
Po Cetshvajevem ujetju mesec dni po njegovem porazu so Britanci Zuljsko kraljevino razdelili na 13 delov. Podkraljestva so se med seboj bojevala do leta 1883, ko je bil Cetshvajo ponovno postavljen za kralja Zululandije. To še vedno ni ustavilo spopadov in zulujskega monarha je Zibhebhu, eden od 13 kraljev, ki so ga podpirali burski plačanci, prisilil, da je zapustil svoje kraljestvo. Cetshvajo je februarja 1884 umrl zaradi srčnega napada, prestol pa je podedoval njegov sin, 15-letni Dinuzulu. Notranji boji med Zulujem so se nadaljevali leta, dokler leta 1897 Zululandija ni bila v celoti vključena v britansko kolonijo Natal.

### Leta apartheida

#### Domovina KwaZuluja
Pod apartheidom je bila za ljudstvo Zulu ustanovljena domovina KwaZulu (Kwa pomeni kraj). Leta 1970 je zakon o domovinskem državljanstvu Bantujcev določil, da bodo vsi Zuluji postali državljani KwaZuluja in izgubili južnoafriško državljanstvo. KwaZulu je bil sestavljen iz številnih nepovezanih kosov zemlje na območju današnjega KwaZulu-Natal. Na stotine tisoč Zulujev, ki so živeli na zasebnih 'črnih točkah' zunaj KwaZuluja, so bili razlaščeni in prisilno preseljeni v bantustane – slabša zemljišča, ki so bila prej rezervirana za belce in so mejila na obstoječa območja KwaZuluja. Do leta 1993 je v KwaZuluju živelo približno 5,2 milijona Zulujev, v preostalem delu Južne Afrike pa približno 2 milijona. Glavni minister KwaZuluja od njegove ustanovitve leta 1970 (kot Zululand) je bil poglavar Mangosuthu Buthelezi. Leta 1994 se je KwaZulu pridružil provinci Natal in tako oblikoval sodobni KwaZulu-Natal.

#### Inkatha YeSizwe
Inkatha YeSizwe pomeni 'krona naroda'. Leta 1975 je Buthelezi oživil Inkatha YaKwaZulu, predhodnico Stranke svobode Inkatha. Ta organizacija je bila nominalno protestno gibanje proti apartheidu, vendar je imela bolj konzervativna stališča kot ANC. Inkatha je na primer nasprotovala oboroženemu boju in sankcijam proti Južni Afriki. Inkatha je bila sprva v dobrih odnosih z ANC, vendar sta se organizaciji po letu 1976 po vstaji v Sovetu vse bolj spopadali.

## Jezik
Jezik ljudstva Zulu je isiZulu, jezik Bantu; natančneje, del podskupine Nguni. Zulujski jezik je najbolj razširjen jezik v Južni Afriki, kjer je uradni jezik. Razume ga več kot polovica južnoafriškega prebivalstva, saj ima več kot 13,78 milijona govorcev prvega jezika in več kot 15 milijonov govorcev drugega jezika. Mnogi Zulujski ljudje govorijo tudi xitsonga, sesoto in druge jezike izmed 12 uradnih jezikov Južne Afrike.

## Praznovanja

### Umhlanga
Zuluji praznujejo vsakoletni dogodek, ki je bil ustanovljen leta 1984, imenovan Umhlanga ali ples s trstiko. Ta dogodek poteka v kraljevi prestolnici blizu Nongome. To tradicionalno slovesnost izvajajo mlade ženske iz vseh delov kraljestva, da nastopijo pred monarhom in njegovimi gosti. Namen tega dogodka je spodbujati ponos do nedolžnosti in omejevati spolne odnose. Izdelovanje perlic je pomembno oblačilo, ki se nosi na Umhlangi. Izdelovanja perlic ne nosijo le plesalci, temveč tudi gostje. Umhlanga ni namenjena zgolj plesu. Kralj ta čas izkoristi tudi za pogovor z mladimi moškimi in ženskami naroda. Kralj razpravlja o aktualnih političnih vprašanjih.

## Izdelovanje perlic

### Zgodovina izdelovanja perlic
Izdelava perlic sega v vojne čase ljudstva Zulu. Ta posebna oblika izdelovanja perlic je bila znana kot iziqu, vojni medaljoni. Perlice, ki so jih pogosto nosili kot ogrlico, so bile razstavljene v križni formaciji čez ramena. Ta skupek perlic, ki so jih bojevniki nosili, je predstavljal simbol poguma. Preden je bila uporaba stekla očitna Zulujem, so perlice izdelovali iz lesa, semen in jagod. Šele s prihodom Evropejcev je steklo postalo trgovski material s Portugalci, ki je kmalu postalo obilno dostopno Zulujem.

### Namen izdelovanja perlic
Izdelovanje perlic je za ljudstvo Zulu oblika komunikacije. Običajno je nošenje več perlic znak bogastva. Več perlic kot nekdo nosi, bogatejši se zdi. Perlice lahko posredujejo informacije o starosti, spolu in zakonskem stanu osebe. Oblika perlic pogosto sporoča določeno sporočilo. Vendar pa je treba poznati kontekst njihove uporabe, da bi sporočilo pravilno prebrali. Glede na območje, kjer so bile izdelane perlice, lahko nekateri modeli prikazujejo različna sporočila v primerjavi z drugimi območji. Sporočilo je lahko vdelano v barve in strukturo perlic ali pa je lahko zgolj dekorativno. Perlice se lahko nosijo v vsakdanjem življenju, vendar se pogosto nosijo ob pomembnih priložnostih, kot so poroke ali slovesnosti. Na primer, perlice so predstavljene med odraščanjem mladega dekleta ali pa se nosijo med plesom. Elementi perlic dopolnjujejo kostume, ki jih nosijo Zuluji, da bi poudarili občutek elegance ali prestiža.

### Oblačila
Perlice nosijo vsi moški, ženske in otroci vseh starosti. Glede na življenjsko obdobje posameznika perlice nakazujejo različne pomene. Perlice se pretežno nosijo, ko mladi Zuluji dvorijo ali iščejo ljubezenske zveze. Nošenje okrasnih perlic lahko deluje kot poskus pritegniti pozornost nekoga nasprotnega spola. Tudi darovanje perlic je način izražanja zanimanja z ljubimci. Med prehodom iz samske v poročeno žensko se perlice prikazujejo skozi predpasnik iz perlic, ki se nosi čez nagubano usnjeno krilo. Pri starejših ali zrelih ženskah se perlice prikazujejo v podrobnih pokrivalih in krilih iz kravje kože, ki segajo čez kolena. Ta dolga krila so vidna tudi pri neporočenih ženskah in mladih dekletih v starosti za poroko. Moški so bolj konzervativni pri nošenju perlic. Če pa mladega fanta vidimo z več ogrlicami, je to znak, da ga ta darila različnih deklet zelo zanimajo. Več daril kot nosi, večji ugled pridobi.

### Barve perlic
Različne oblike perličnega vezenja najdemo v različnih barvnih shemah. Običajno obstajajo štiri različne vrste barvnih shem:
- Isisshunka – bela, svetlo modra, temno zelena, bledo rumena, roza, rdeča, črna. Menijo, da ta barvna shema nima posebnega pomena.
- Isithembu – svetlo modra, travnato zelena, svetlo rumena, rdeča, črna. Ta barvna shema izhaja iz klanov ali klanovskih območij.
- Umzansi – bela, temno modra, travnato zelena, rdeča. Tudi ta barvna shema izhaja iz klanov ali klanovskih območij.
- Isinyolovane – kombinacija barv, ki niso skladne z drugimi barvnimi shemami. Ta barvna shema je pogosto povezana s konotacijami popolnosti in šarma.

Barve perlic imajo lahko različne pomene glede na območje, iz katerega izvirajo. To lahko pogosto privede do napačne predstavitve ali zmede pri poskusu razumevanja, kaj perlično vezenje sporoča. Ne moremo domnevati, da je barvni sistem standarden po vsej Južni Afriki. Na nekaterih območjih zelena barva simbolizira ljubosumje, na drugih pa travo.[11] Za pravilno razlago sporočila je treba poznati izvor perlic.

## Oblačila
Zuluji nosijo različna oblačila, tako tradicionalna za slovesna ali kulturna praznovanja kot moderna zahodnjaška oblačila za vsakodnevno uporabo. Ženske se oblačijo različno, odvisno od tega ali so samske, zaročene ali poročene. Moški so nosili usnjen pas z dvema trakovoma kože, ki sta visela spredaj in zadaj.
V Južni Afriki mini krilo obstaja že od predkolonialnih časov. V afriških kulturah, kot so Basotho, Batsvana, Bapedi, Amasvati in AmaZulu, so ženske nosile tradicionalna mini krila kot kulturno oblačilo. Ta krila ne veljajo za nesramna, ampak se uporabljajo za pokrivanje ženskih genitalij. Krila se imenujejo isigcebhezana in so bistvena pri zulujskih slovesnostih. Umemulo je na primer slovesnost za ženske, ki dopolnijo 21 let. Predstavlja veliko preobrazbo v življenju ženske, saj simbolizira njeno pripravljenost sprejeti fanta in celo poroko. Poleg tega vsako fazo življenja Zulujev določa posebna vrsta oblačil. Neporočena ženska nosi krilo in nič zgoraj, toda ko odraste, začne pokrivati svoje telo, ker bo prišel čas, ko bo poročena ženska in stara ženska. Kljub temu je za nosečnice rezervirana posebna vrsta oblačil. Ko je ženska noseča, nosi isibambo, debel pas iz posušene trave, prekrit s steklenimi ali plastičnimi perlicami, da podpira njen nabrekli trebuh in njegovo dodatno težo.

## Družbene vloge

### Moški
Pri Zulujih vlada patriarhalna družba. Moški veljajo za glave gospodinjstva in veljajo za avtoritativne osebnosti. Zulujski moški se identificirajo z velikim ponosom in dostojanstvom. Primerjajo se tudi z lastnostmi močnih divjih živali, kot so biki, levi in sloni. Moški prispevajo k družbi tako, da delujejo kot branilci, lovci in ljubimci. Zulujski moški so odgovorni tudi za pašo živine, izobraževanje o življenju discipliniranih bojevnikov, ustvarjanje orožja in učenje umetnosti bojevanja s palicami.

### Bojevanje s palicami
Umetnost bojevanja s palicami je za zulujske moške praznovanje moškosti. Ti moški se lahko začnejo učiti te borilne umetnosti že pri petih letih. Obstaja več razlogov, zakaj se moški učijo bojevanja s palicami. Na primer, moški se morda želijo učiti, da bi lahko popravili morebitne krivice ali žalitve, ki so jim bile storjene. Drugi razlogi, zakaj se nekateri moški odločijo za učenje, so športni namen, dokazovanje spretnosti ali moškosti in samoobramba. Cilj boja s palicami je poškodovati nasprotnika in včasih celo ubiti. Obstajajo pravila bontona, ki jih je treba upoštevati pri boju s palicami. Moški se lahko borijo le z moškim, ki je iste starosti kot oni. Nasprotnika ni mogoče udariti, če izgubi palico. Med bojem so dovoljene samo palice.

### Ženske
Ženske v zulujski družbi pogosto opravljajo gospodinjska opravila, kot so čiščenje, vzgoja otrok, zbiranje vode in drv, pranje perila, skrb za pridelke, kuhanje in šivanje oblačil. Ženske lahko štejemo za edine zaslužkarje v gospodinjstvu. Ženske življenjske faze vodijo do cilja poroke. Ko se ženska približa puberteti, je znana kot tshitshi. Tshitshi razkrije svojo samskost z nošenjem manj oblačil. Samske ženske običajno ne nosijo oblačil, ki bi pokrivala glavo, prsi, noge in ramena. Zaročene ženske nosijo mrežice za lase, da družbi pokažejo svoj zakonski stan, poročene ženske pa se pokrivajo z oblačili in pokrivali. Ženske se učijo tudi, naj se podrejajo moškim in z njimi ravnajo z velikim spoštovanjem. Ženske so vedno vezane na moško figuro.

## Religija in prepričanja
Večina Zulujev izjavlja, da so kristjani. Nekatere najpogostejše cerkve, ki jim pripadajo, so afriške iniciirane cerkve, zlasti krščanska cerkev Sion, baptistična cerkev Nazaret in Združena afriška apostolska cerkev, čeprav je pogosto tudi članstvo v večjih evropskih cerkvah, kot so nizozemska reformirana, anglikanska in katoliška cerkev. Kljub temu mnogi Zuluji ohranjajo svoj tradicionalni predkrščanski sistem verovanja čaščenja prednikov vzporedno s svojim krščanstvom.
Tradicionalna zulujska religija vključuje vero v Boga stvarnika (uNkulunkulu), ki je nad vplivom na vsakdanje človeško življenje, čeprav se zdi, da to prepričanje izvira iz prizadevanj zgodnjih krščanskih misijonarjev, da bi idejo o krščanskem Bogu predstavili v zulujskih izrazih. Tradicionalno je bilo močneje zakoreninjeno prepričanje Zulujev v duhove prednikov (amaThongo ali amaDlozi), ki so imeli moč posegati v življenja ljudi, v dobrem ali slabem. To prepričanje je še vedno razširjeno med sodobnim prebivalstvom Zulu.
Tradicionalno Zuluji prepoznavajo več elementov, ki so prisotni v človeku: fizično telo (inyama yomzimba ali umzimba); dih ali življenjsko silo (umoya womphefumulo ali umoya); in 'senčni' ugled ali osebnost (isithunzi). Ko umoya zapusti telo, lahko isithunzi živi naprej kot duh prednikov (idlozi) le, če so bili v življenju izpolnjeni določeni pogoji. Obnašanje v skladu z ubuntujem ali izkazovanje spoštovanja in velikodušnosti do drugih krepi moralni ugled ali ugled v skupnosti, njegov isithunzi. Nasprotno pa lahko negativno ravnanje do drugih zmanjša isithunzi in ta lahko popolnoma izgine.
Da bi se lahko obrnil na svet duhov, mora vedeževalec (sangoma) s postopki vedeževanja priklicati prednike, da bi ugotovil težavo. Nato zeliščar (inyanga) pripravi mešanico (muthi), ki jo zaužijejo, da bi vplivali na prednike. Kot taki imajo vedeževalci in zeliščarji pomembno vlogo v vsakdanjem življenju Zulujev. Vendar pa obstaja razlika med belim muthijem (umuthi omhlope), ki ima pozitivne učinke, kot so zdravljenje ali preprečevanje ali odpravljanje nesreče, in črnim muthijem (umuthi omnyama), ki lahko drugim prinese bolezen ali smrt ali pa uporabniku nezakonito pridobljeno bogastvo. Uporabniki črnega muthija veljajo za čarovnice in jih družba zavrača.
Krščanstvo se je težko uveljavilo med Zuluji, in ko se mu je to zgodilo, je bilo to na sinkretičen način. Isaiah Shembe, ki velja za zulujskega mesijo, je predstavil obliko krščanstva (Nazaretska baptistična cerkev), ki je vključevala tradicionalne običaje.
Poleg tega Zuluji izvajajo tudi slovesnost, imenovano Ukweshwama. Uboj bika je del Ukweshwame, letne slovesnosti, ki slavi novo žetev. To je dan molitve, ko se Zuluji zahvaljujejo svojemu stvarniku in prednikom. Po tradiciji se nov polk mladih bojevnikov sooči z bikom, da bi dokazal svoj pogum, in podeduje moč zveri, ko ta umre. Verjame se, da je bila ta moč nato prenesena na zulujskega kralja.

## Nevestino bogastvo
Zuluji imajo sistem, imenovan ilobolo. Ta izraz Zuluji uporabljajo zlasti, ko gre za nevestino bogastvo. Vsaka afriška etnična skupina ima drugačne zahteve glede nevestinega bogastva. V predkapitalistični zulujski družbi je bil ilobolo neločljivo povezan z lastništvom goveda. V tistem času ni bilo določenega števila goveda, potrebnega za poroko; plačalo se je lahko pred poroko ali med poroko. Ženin vzame govedo iz očetove črede, da ohrani družinsko dediščino. Kljub temu se je ta ritual spremenil med kolonizacijo, saj je leta 1869 Theophilus Shepstone, takratni natalni sekretar za domorodne zadeve, formaliziral plačilo ilobola na 10 goved za navadne ljudi (plus krava ingquthu za mater), 15 za dedne poglavarjeve brate in sestre ter 20+ za hčere poglavarja. Zdelo se jim je preveč popustljivo, da bi ženin dal poljubno vsoto, zato so se odločili, da določijo določeno število goveda, ki bi ga potrebovali pred ali na začetku poroke. To so sprejeli Zulujski moški, ki so se izobraževali v misijonskih šolah, vendar so po mnenju bolj ritualnih ljudi to postalo 'netradicionalno'. Poleg tega so se nekateri Zulujski moški z uvedbo Natalnega zakonika odločili za drug način zmanjšanja iloba: ponuditi simbolično plačilo ali prinesti darilo za očeta bodoče neveste, da bi zmanjšali znesek ilobola, ki ga je treba plačati. Plačilo ilobola je lahko za nekatere družine težavno, a ker pogosto velja za simbol ponosa in spoštovanja, so mnogi pripravljeni to tradicijo ohraniti čim dlje.